# Speaking of Dreams
Speaking of Dreams è un album in studio della cantante statunitense Joan Baez, pubblicato nel 1989.

## Tracce
Tutte le tracce sono composte da Joan Baez, tranne dove indicato.
1. China
2. Warriors of the Sun
3. Carrickfergus (Van Morrison, Patrick Moloney[1])
4. Hand to Mouth (George Michael)
5. Speaking of Dreams
6. El Salvador (Gregory Copeland) - duetto con Jackson Browne
7. Rambler Gambler (tradizionale) / Whispering Bells (Fred Lowry, Clarence Quick[2]) duetto con Paul Simon
8. Fairfax County (David Massengill)
9. A mi manera (My Way) (Claude François, Jacques Revaux, Gilles Thibau) - con i Gipsy Kings (solo su cd[2])